# 千層麵

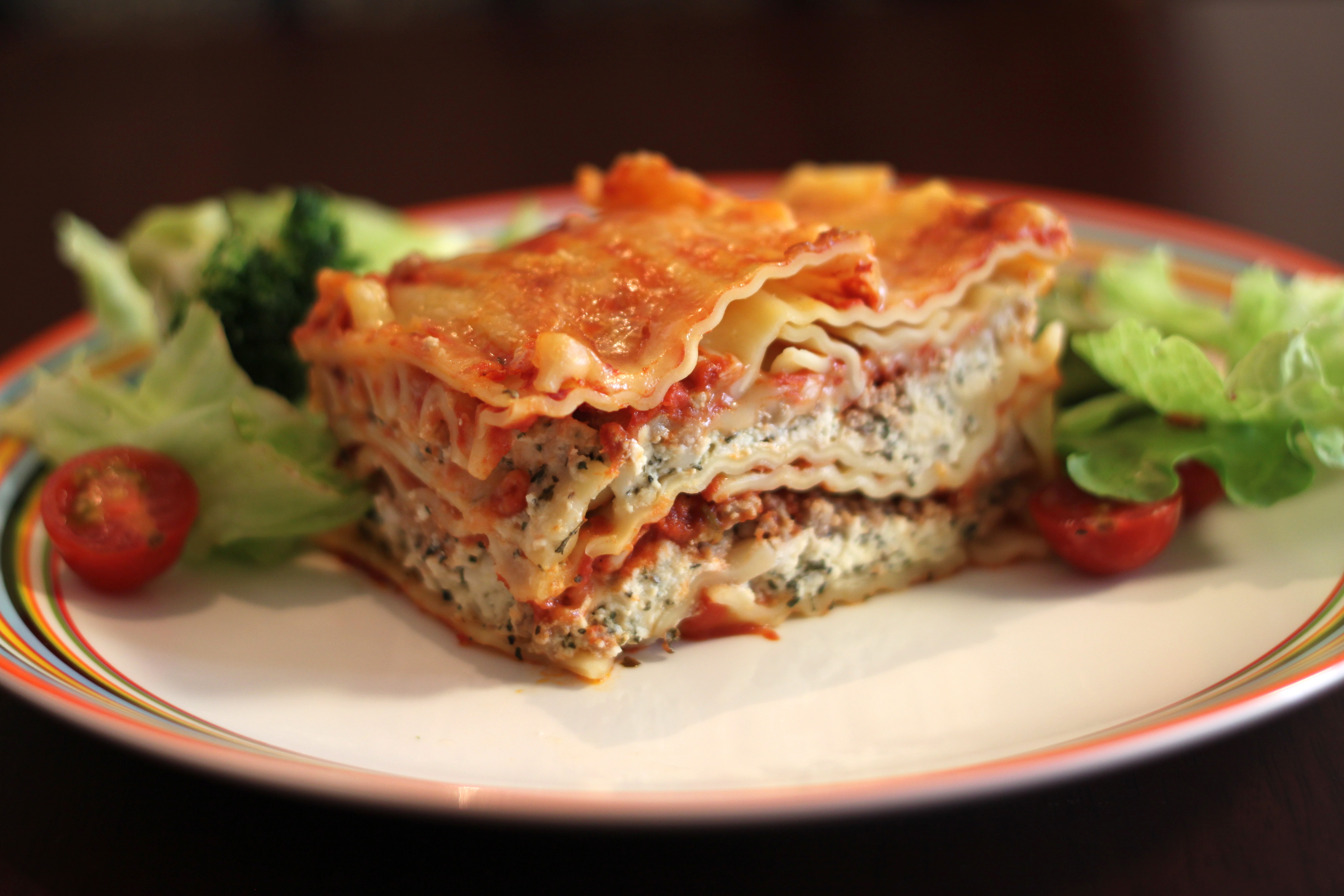
一盤千層麵和沙拉

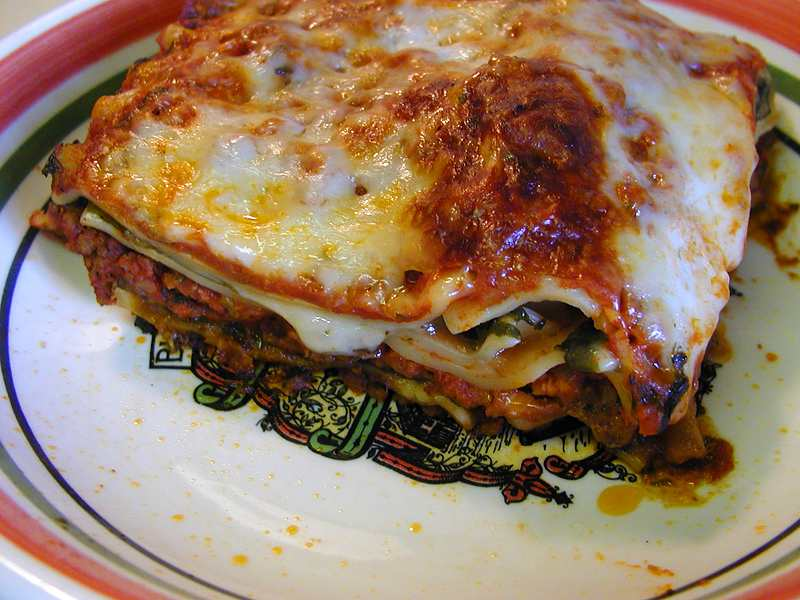
芝士菠菜千層麵

千層麵，又名寬條麵，是一種麵食，特點是用多張寬如手帕的大麵皮疊起來，內層夾上多種成分如乾酪、意式肉酱（素食版可用菠菜代替）、蔬菜，經焗製調味而成，顶层可覆盖碎奶酪。烘制而成，然后切成二三寸见方的小块分食。水份非常大。義大利人一般稱之為Lasagne （義大利語：[laˈzaɲɲe]，单数形式Lasagna，義大利語：[laˈzaɲɲa]），此字源自希臘文Lasanon，後來被羅馬人引申成煮食爐，意大利人再借用此字指千層麵，有時亦會叫作Lasagne al forno（千層麵在焗爐），多會配合莫薩里拉乾酪、帕馬森乾酪或利可他乳水乳酪，而且有許多食譜會加入白汁作為調味。

## 起源
千層麵普遍被視作意大利的食品，但有關這種麵食起源目前仍眾說紛紜。在英國，14世紀時一種名叫Loseyns的近似食品，曾是英王理查二世的宮廷御膳，但此一說法曾受意大利駐英大使非議。北歐地區中，從維京人時代開始已進食一種Langkake的食品，被指可能是千層麵的前身。　

## 流行文化
在《加菲猫》漫畫中，千層麵是加菲猫最愛的食品之一。

## 參看
- 義大利菜
- 意式麵食

## 外部連結
- Cooking For Engineers: Meat Lasagna（页面存档备份，存于） - 圖片食譜
- Lasagna recipe（页面存档备份，存于） - 食譜